# Perù ai Giochi della XXXI Olimpiade
Il Perù ha partecipato ai Giochi della XXXI Olimpiade, che si sono svolti a Rio de Janeiro, Brasile, dal 5 al 21 agosto 2016, con una delegazione di 29 atleti impegnati in 11 discipline. Portabandiera alla cerimonia di apertura è stato il tiratore veterano Francisco Boza, alla sua ottava Olimpiade.
In questa edizione dei Giochi la squadra peruviana non ha conquistato medaglie.

## Partecipanti

### Atletica leggera
- 5000 m maschili - 1 atleta (David Torrence)
- 10000 m maschili - 1 atleta (Luis Ostos)
- Maratona maschile - 3 atleti (Raúl Machacuay, Christian Pacheco, Raúl Pacheco)
- 20 km marcia maschile - 1 atleta (Paolo Yurivilca)
- 50 km marcia maschile - 2 atleti (Luis Henry Campos, Pavel Chihuán)
- Salto in alto maschile - 1 atleta (Arturo Chávez)
- Maratona femminile - 3 atlete (Jovana de la Cruz, Inés Melchor, Gladys Tejeda)
- 20 km marcia femminile - 2 atlete (Kimberly Garcia, Jessica Hancco)

### Canottaggio
- Singolo maschile - 1 atleta (Renzo León García)
- Singolo femminile - 1 atleta (Camila Valle)

### Equitazione
- Salto individuale maschile - 1 atleta (Alonso Valdéz)

### Ginnastica
- Corpo libero femminile - 1 atleta (Ariana Orrego)

### Judo
- 60 kg maschile - 1 atleta (Juan Postigos)

### Lotta
- Lotta libera 58 kg femminile - 1 atleta (Yanet Sovero)

### Nuoto
- 100 m stile libero maschili - 1 atleta (Nicholas Magana)
- 200 m stile libero femminili - 1 atleta (Andrea Cedrón)

### Sollevamento pesi
- 105 kg maschile - 1 atleta (Hernán Viera)
- 53 kg femminile - 1 atleta (Fiorella Cueva)

### Taekwondo
- 49 kg femminile - 1 atleta (Julissa Diez)

### Tiro
- Trap maschile - 1 atleta (Francisco Boza)
- Pistola 10 metri aria compressa maschile - 1 atleta (Marko Carrillo)
- Pistola 25 metri automatica maschile - 1 atleta (Marko Carrillo)
- Pistola 50 metri maschile - 1 atleta (Marko Carrillo)

### Vela
- Laser maschile - 1 atleta (Stefano Peschiera)
- Laser Radial femminile - 1 atleta (Paloma Schmidt)